# آپوتولا
آپوتولا (به انگلیسی: Aputula) شهرکی واقع در ایالت قلمرو شمالی در استرالیاست. نام پیشین این شهرک، فینکی بود. جمعیت آن از بومیان استرالیا هستند.